# 圣马丁运河

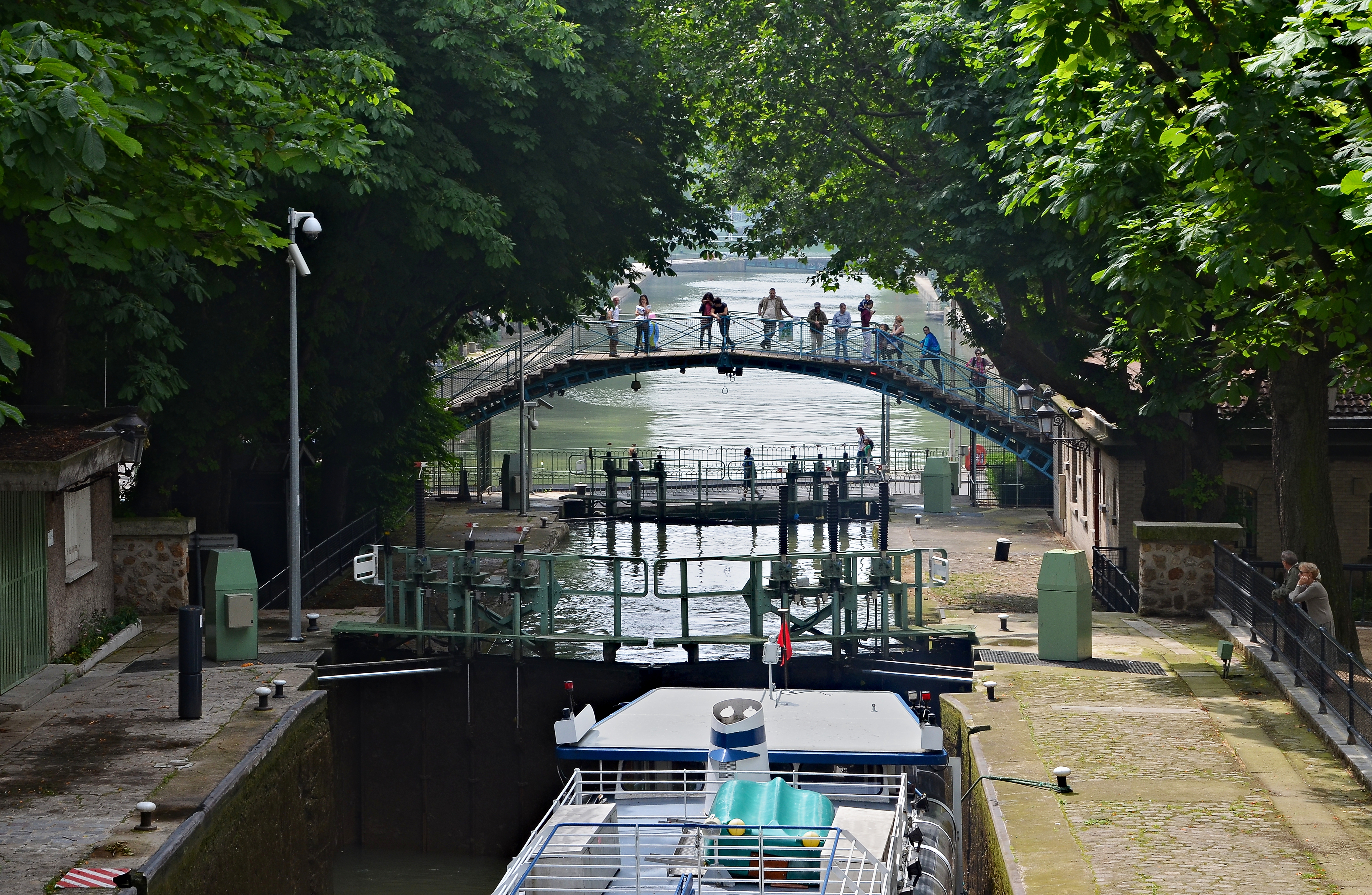

圣马丁运河（法語：Canal Saint-Martin，法語發音：[kanal sɛ̃ maʁtɛ̃]）是法国巴黎的一条运河，长4.5千米，连接乌尔克运河（Canal de l'Ourcq）与塞纳河，巴士底站与共和站之间河段位于地下。